# Ula mixta
Ula mixta är en tvåvingeart som beskrevs av Jaroslav Stary 1983. Ula mixta ingår i släktet Ula och familjen hårögonharkrankar. Inga underarter finns listade i Catalogue of Life.